# Madame Desmousseaux
Pour les articles homonymes, voir Desmousseaux (homonymie).
Françoise-Joséphine Anselme, dite Baptiste, épouse Desmousseaux, est une actrice française née à Rouen le 10 mars 1790 et morte à Paris le 30 mai 1857.

## Biographie
Fille du comédien Nicolas Anselme dit Baptiste aîné, elle épouse à Paris le 5 juillet 1819 le comédien Desmousseaux, lui aussi sociétaire de la Comédie-Française.
Leur fille, Félicité (1825-1918), épouse le compositeur César Franck en 1848.

## Théâtre

### Carrière à la Comédie-Française
Entrée en 1815
Nommée 238e sociétaire en 1824
Départ en 1852
(source : Base documentaire La Grange sur le site de la Comédie-Française)
- 1815 : Phèdre de Jean Racine : Panope
- 1818 : Britannicus de Jean Racine : Albine
- 1818 : Iphigénie de Jean Racine : Doris ; Egine
- 1818 : Esther de Jean Racine : Elise
- 1818 : Les Plaideurs de Jean Racine : la comtesse
- 1818 : Le Misanthrope de Molière : Arsinoé
- 1818 : Eugénie de Beaumarchais : Mme Murer
- 1819 : George Dandin ou le Mari confondu de Molière : Mme de Sotenville
- 1819 : Phèdre de Jean Racine : Oenone
- 1819 : Le Mariage de Figaro de Beaumarchais : Marceline
- 1819 : Andromaque de Jean Racine : Cléone
- 1820 : Phèdre de Jean Racine : Ismène
- 1820 : Marie Stuart d'après Friedrich von Schiller
- 1820 : Le Tartuffe ou l'Imposteur de Molière : Mme Pernelle
- 1820 : Andromaque de Jean Racine : Céphise
- 1820 : Clovis de Jean-Pons-Guillaume Viennet : Mathilde
- 1820 : Athalie de Jean Racine : Agar
- 1821 : Nicomède de Pierre Corneille : Cléone
- 1821 : Mithridate de Jean Racine : Phoedime
- 1821 : Jeanne d'Albret ou le Berceau d'Henri IV de Théaulon de Lambert, Carmouche et Edmond Rochefort : Jeanne
- 1821 : La Mère rivale de Casimir Bonjour : Gertrude
- 1821 : Le Retour ou l'Oncle et le neveu de Rancé : Mme Dumon
- 1821 : La Jeune femme colère de Charles-Guillaume Étienne : Thérèse
- 1821 : Faliero d'Étienne Gosse : Constance
- 1822 : Les Quatre âges de Pierre-François Camus de Merville : Thérèse
- 1823 : L'Éducation ou les Deux cousines de Casimir Bonjour : Babet
- 1824 : Le Mari à bonnes fortunes de Casimir Bonjour : Mme Derville
- 1824 : Marie ou la Pauvre fille de Sophie Gay : Mme Dupré
- 1825 : Guerre ouverte ou Ruse contre ruse de Dumaniant : Nancy
- 1826 : La Petite maison de Mélesville : Christine
- 1826 : L'Intrigue et l'amour d'Alexandre-Jean-Joseph de La Ville de Mirmont d'après Friedrich von Schiller : Mme Ronsberg
- 1826 : Pauline de Théophile Dumersan : Mme Dervieux
- 1826 : Le Duel de Léon Halévy : Mme Séraphin
- 1826 : L'Argent de Casimir Bonjour : Hyacinthe
- 1826 : Une aventure de Charles V de Jean-Baptiste-Pierre Lafitte : Marguerite
- 1826 : Bajazet de Jean Racine : Zatime
- 1826 : Le Jeune mari d'Édouard-Joseph-Ennemond Mazères : Mme Beaufort
- 1827 : Lambert Simnel ou le Mannequin politique de Louis-Benoît Picard et Adolphe Simonis Empis : Brigitte
- 1827 : Les Trois quartiers de Louis-Benoît Picard et Édouard-Joseph-Ennemond Mazères : Mme Bertrand
- 1828 : Molière de François Dercy : la baronne
- 1828 : Jamais à propos de Louis-Benoît Picard et Adolphe Simonis Empis : Mme Herbain
- 1828 : La Duchesse et le page d'Antony Béraud : Dorothée
- 1829 : Une journée d'élection d'Alexandre-Jean-Joseph de La Ville de Mirmont : Mme Brocheton
- 1829 : Le Menuisier de Livonie ou les Illustres voyageurs d'Alexandre Duval : Mme Fritz
- 1829 : Le Protecteur et le mari de Casimir Bonjour : Mme Evrard
- 1829 : Le Majorat de Hippolyte Courneul : Mme Frémont
- 1829 : La Petite ville de Louis-Benoît Picard : Mme Guibert
- 1830 : La Belle-mère et le gendre de Joseph-Isidore Samson : Mme Dorfeuil
- 1830 : Un an ou le Mariage d'amour de Jacques-François Ancelot : la comtesse
- 1830 : L'Envieux de Hyacinthe Dorvo : Julienne
- 1830 : Trois jours d'un grand peuple de Jean-Henri-Michel Nouguier : la comtesse
- 1831 : Naissance, fortune et mérite de Casimir Bonjour : Mme de Beaugency
- 1833 : Guido Reni ou les Artistes d'Antony Béraud : Honora
- 1833 : Le Presbytère de Casimir Bonjour : Béatrix
- 1833 : Clarisse Harlowe d'après Samuel Richardson : Mme Harlowe
- 1833 : L'Enfant trouvé de Louis-Benoît Picard et Édouard-Joseph-Ennemond Mazères : Mme Dubrossard
- 1833 : L'École des bourgeois de Léonor Soulas d'Allainval : Mme Abraham
- 1834 : Heureuse comme une princesse de Jacques-François Ancelot et Anatole Laborie : Mme de Bagneux
- 1835 : Le Bourgeois gentilhomme de Molière : Mme Jourdain
- 1835 : Une présentation d'Alphonse-François Dercy de François et Narcisse Fournier : Mme de Mergy
- 1835 : Don Juan d'Autriche de Casimir Delavigne : Dorothée[4]
- 1836 : Lord Novart d'Adolphe Simonis Empis : Louise
- 1836 : Le Testament d'Alexandre Duval : la comtesse
- 1836 : Un procès criminel de Joseph-Bernard Rosier : la générale
- 1837 : Julie ou une séparation d'Adolphe Simonis Empis : la marquise de Brécourt
- 1838 : Isabelle ou Deux jours d'expérience de Virginie Ancelot : Mme de Courtenay
- 1839 : Les Serments de Jean-Pons-Guillaume Viennet : la comtesse
- 1840 : L'École du monde ou la Coquette sans le savoir d'Alexandre Walewski : la marquise
- 1840 : La Calomnie d'Eugène Scribe : la marquise
- 1840 : Les Souvenirs de la marquise de V. de Narcisse Fournier et Auguste Arnould : la marquise
- 1844 : Un ménage parisien de Jean-François Bayard : Mme Dervet
- 1844 : Le Mari à la campagne de Jean-François Bayard et Augustin-Jules de Wailly : Mme d'Aigueperse
- 1845 : Une bonne réputation d'Auguste Arnould : Belotte
- 1845 : Madame de Lucenne d'Aglaé Conte : Mme Germain
- 1845 : La Tour de Babel de Pierre-Charles Liadières : la marquise
- 1845 : L'Enseignement mutuel de Charles Desnoyer : Mme Joubert
- 1846 : Don Gusman ou la Journée d'un séducteur d'Adrien Decourcelle : Barbara
- 1848 : La Rue Quincampoix de Jacques-François Ancelot : Mme Chopillart
- 1848 : Le Vrai club des femmes de Joseph Méry : Mme Dessonne
- L'Épreuve de Marivaux : Mme Argante
- Les Fausses Confidences de Marivaux : Mme Argante
- Turcaret ou le Financier d'Alain-René Lesage : Mme Turcaret